# Spiżarnia literacka
Spiżarnia literacka – zbiór felietonów Czesława Miłosza wydanych w formie książkowej przez Wydawnictwo Literackie w Krakowie w 2004 r.
Tracący wzrok poeta szkice zawarte w Spiżarni... podyktował sekretarce i asystentce – Agnieszce Kosińskiej w dwóch ostatnich latach życia: od lutego 2003 r. do maja 2004 r. Roboczy tytuł cyklu brzmiał Przypomnienia. Teksty ukazywały się co tydzień, od 22 czerwca 2003 r. do 20 czerwca 2004 r., na łamach „Tygodnika Powszechnego”.
Felietony dotyczą polecanych przez noblistę lektur, często zapomnianych (głównie z dziedziny poezji), a także wybranych autorów. Większość szkiców dotyczy dwudziestolecia międzywojennego. Niczego nie zmyślam, opowiadam tylko to, co widziałem na własne oczy i słyszałem na własne uszy – pisze autor w jednym z felietonów. Wspomina m.in. utwory Mariana Czuchnowskiego, Józefa Łobodowskiego, Józefa Czechowicza, Selmy Lagerlöf, Zofii Urbanowskiej, Beaty Obertyńskiej, Aleksandra Wata, Lucjana Szenwalda, Jana Lechonia.

## Wybrane recenzje
- Kuczkowski Krzysztof, Głód rzeczywistości, „Topos” 2004, nr 6, s. 197-198.
- Lektor, Wędrówka przez królestwo cieni, „Tygodnik Powszechny” 2011, nr 37, s. 38.
- Madejski Jerzy, „Świat jest inny, niż się nam wydaje...”, „Nowe Książki” 2004, nr 7, s. 41.
- Myszkowski Krzysztof, Pokarmy literackie, „Kwartalnik Artystyczny” 2004, nr 2, s. 146-148.
- Myszkowski Krzysztof, Spiżarnia literacka, „Kwartalnik Artystyczny” 2011, nr 2, dod. s. 251-256.